# Polycentropus divergens
Polycentropus divergens är en nattsländeart som beskrevs av Martin E. Mosely 1930. Polycentropus divergens ingår i släktet Polycentropus och familjen fångstnätnattsländor. Inga underarter finns listade i Catalogue of Life.